# Kalendarium Wojska Polskiego 1815–1831

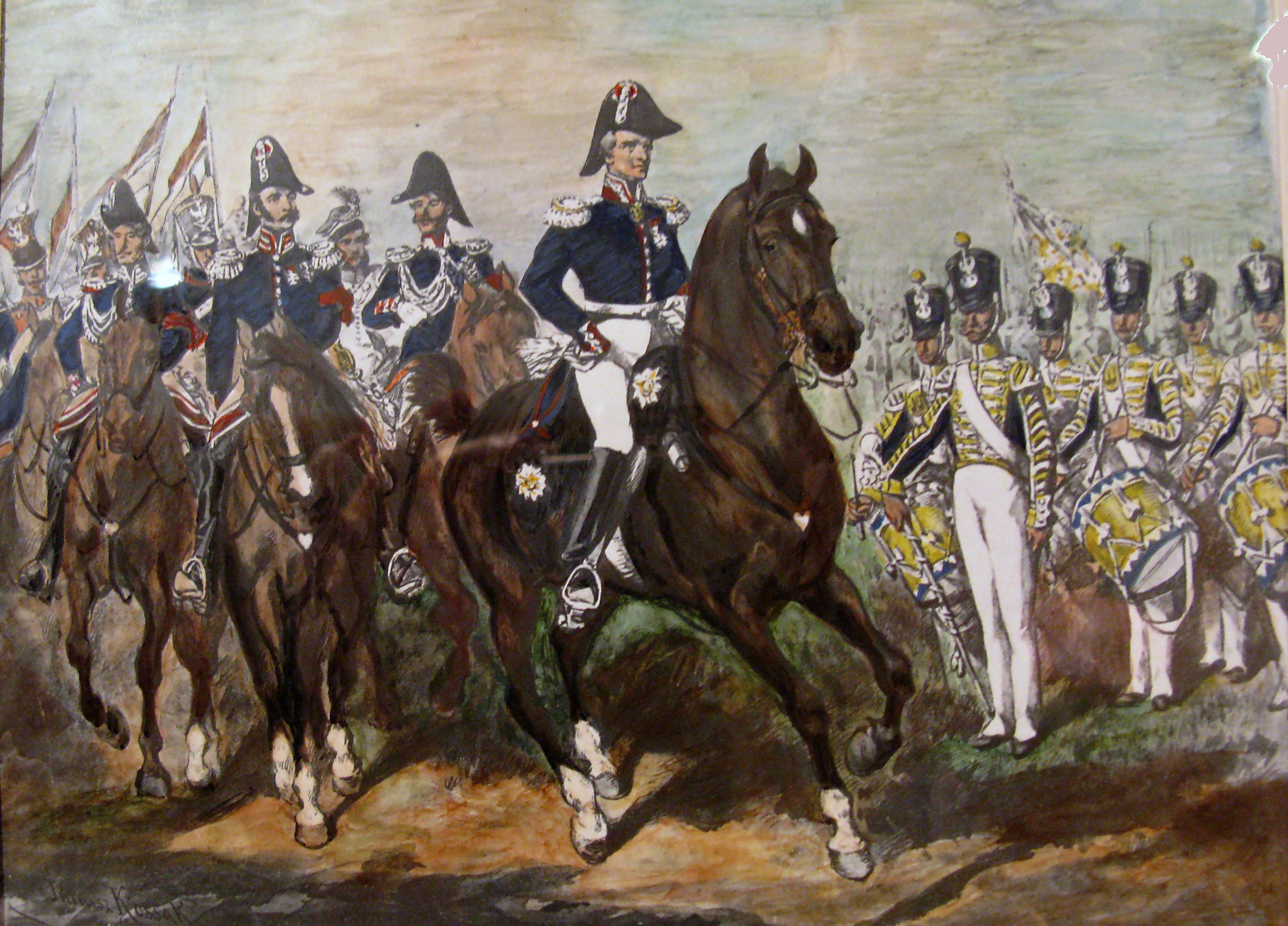
Sztab generalny wojsk polskich w czasie powstania listopadowego

Kalendarium wojska polskiego 1815-1831 – wydarzenia w Wojsku Polskim w latach 1815–1831.

## 1815
marzec
- Wielki książę Konstanty został naczelnym wodzem armii polskiej[1]

20 marca
- powrót Napoleona z Elby; szwoleżerowie Jerzmanowskiego torują mu drogę do Fontainebleau[2]

18 czerwca
- klęska Napoleona pod Waterloo kończy okres "100 dni"; większość Polaków walczących korzysta z amnestii i wraca do Królestwa Kongresowego; w całości jedynie 7 pułk lansjerów postanawia pozostać na emigracji[2]

grudzień
- Powołanie Rządowej Komisji Wojny. Generał Wielhorski został szefem Komisji[1].

## 1819
- Powstanie Wolnomularstwa Narodowego[1][3].

## 1821
maj
- Powstanie Towarzystwa Patriotycznego. Walery Łukasiński został jego przywódcą[1].

## 1822
październik
- Aresztowanie Łukasińskiego i towarzyszy[1][4]

## 1824
14 czerwca
- Wyrok w procesie Łukasińskiego i towarzyszy[1].

## 1825
grudzień
- Śmierć Aleksandra I i powstanie dekabrystów[1].

## 1828
- w warszawskiej szkole podchorążych zawiązane zostało tajne sprzysiężenie patriotyczne na czele którego stanął podporucznik Piotr Wysocki[5]

czerwiec
- Wyrok w drugim procesie Towarzystwa Patriotycznego (płk Seweryn Krzyżanowski i towarzysze)[1]

## 1830
29 listopada
- Wybuch powstania listopadowego[2][6]

30 listopada
- wierne księciu Konstantemu oddziały polskie i wojska rosyjskie wycofują się pod Warszawę do Wierzbna[6]

4 grudnia
- Rozporządzenie Rządu Tymczasowego o zwiększeniu armii[1].

## 1831
5 stycznia
- Rozkaz gen. Józefa Chłopickiego o rozbudowie armii[1]

18 stycznia
- Chłopicki składa dyktaturę. Gen. Michał Radziwiłł został naczelnym wodzem[7][8].

25 stycznia
- Sejm polski zdetronizował dynastię Romanowych[7][8].

5–6 lutego
- Armia Dybicza przekracza granicę Królestwa[9][10]

14 lutego
- bitwa pod Stoczkiem[9][10]

16 lutego
- potyczka pod Nową Wsią[9]

17 lutego
- bitwa pod Dobrem[9][10]

19 lutego
- I bitwa pod Wawrem[9][10]

20 lutego
- druga bitwa pod Wawrem[9]

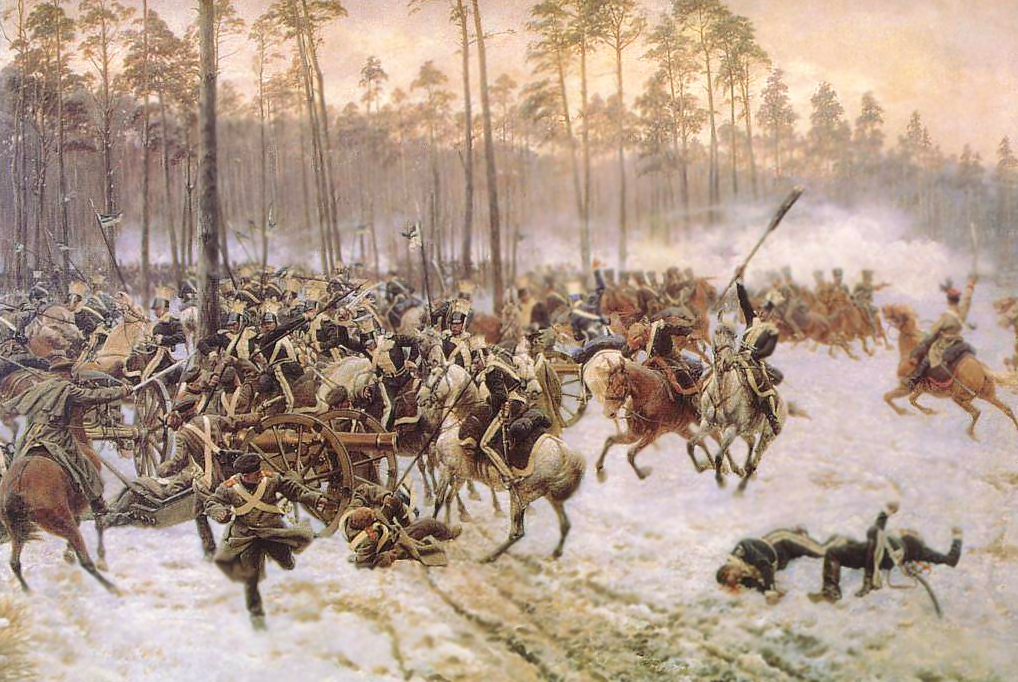
Bitwa pod Stoczkiem, obraz Jana Rosena, 1890.

- uchwała sejmu, która przyznawała pensje rannym żołnierzom i podoficerom oraz wdowom i sierotom po poległych[10]

24 lutego
- bitwa pod Białołęką[9]

25 lutego

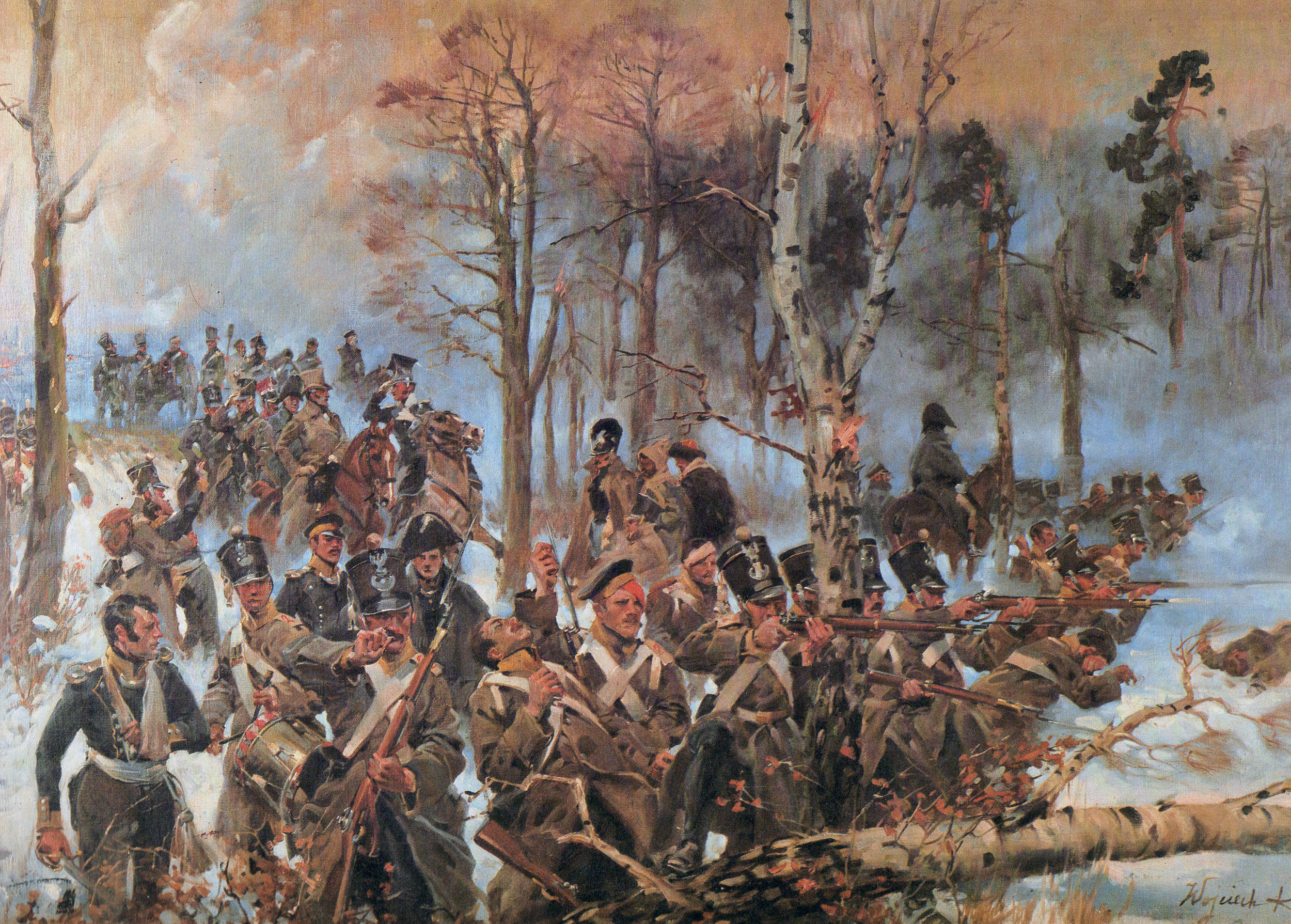
Bitwa o Olszynkę Grochowską, mal. Wojciech Kossak

- bitwa o Olszynkę Grochowską[9][10]

26 lutego
- Generał Jan Skrzynecki wybrany przez sejm naczelnym wodzem[10]

31 marca–10 kwietnia
- Ofensywa polska przeciw korpusowi gen. Grigorija Rosena[7].

31 marca
- II bitwa pod Wawrem
- bitwa pod Dębem Wielkim[9][11]

10 kwietnia
- potyczka pod Domanicami i bitwa pod Iganiami[9][11]

17 kwietnia
- bitwa pod Wronowem[9]
- bitwa pod Kazimierzem Dolnym[9]

19 kwietnia
- bitwa pod Boremlem[9]

24 kwietnia
- utarczka pod Kuflewem[9]

27 kwietnia
- przejście Dwernickiego do Galicji[9]

9 maja
- Bitwa pod Lubartowem[9]
- bitwa pod Firlejem[9]

12–21 maja
- Wyprawa na gwardię. Osiągnięcie Tykocina przez armię polską i odwrót ku Warszawie[7].

22 maja
- bitwa pod Nurem[9]

26 maja
- bitwa pod Ostrołęką[9][11]

29 maja

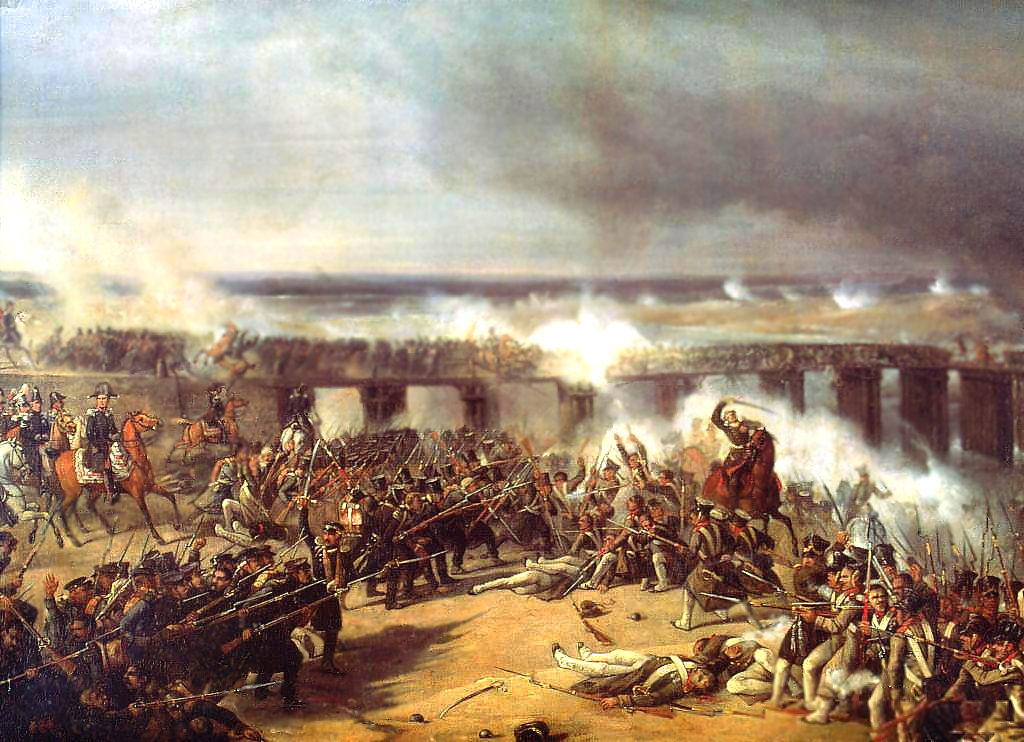
Bitwa pod Ostrołęką dnia 26 maja 1831 roku autorstwa Karola Malankiewicza

- Dywizja gen. Antoniego Giełguda bije gen. Fabiana Sackena pod Rajgrodem i przedziera się na Litwę[7].

7 czerwca
- Połączenie dywizji gen. Giełguda z oddziałem gen. Dezyderego Chłapowskiego w Kiejdanach[7].

18–19 czerwca
- Niepowodzenie wyprawy gen. Antoniego Jankowskiego przeciw korpusowi gen. Teodora Riidigera - wyprawa łysobycka[9]

19 czerwca
- atak Giełguda na Wilno[9][11]

4 lipca
- feldmarszałek Iwan Paskiewicz rozpoczął marsz ku dolnej Wiśle[9][11]

13–14 lipca
- oddziały Giełguda, Chłapowskiego i Rolanda przekroczyły granicę Prus[9][11]

14–21 lipca
- Wyprawa przeciw korpusowi gen. Jewgienija Gołowina na kierunku siedleckim[7].

14 lipca
- potyczka pod Mińskiem[9]

17–19 lipca
- przeprawa Paszkiewicza przez Wisłę pod Osiekiem[9]

23 lipca
- potyczka pod Raciążem[9]

31 lipca
- zajęcie Łowicza przez Rosjan[9]

17 lipca
- potyczka pod Broniszami[9]

8 sierpnia
- Sejmik bolimowski i upadek Jana Skrzyneckiego. Gen. Dembiński został zastępcą wodza naczelnego[7].

15 sierpnia
- Odwrót wojsk polskich do Warszawy. Rozruchy w stolicy[12][11]

17 sierpnia
- gen. Jan Krukowiecki został prezesem Rządu Narodowego, gen. Kazimierz Małachowski wodzem naczelnym[12].

23 sierpnia
- Wyprawa II korpusu gen. Hieronima Ramoriny przeciw gen. Riidigerowi[12]

29 sierpnia
- bitwa pod Rogoźnicą i Międzyrzeczem[9]

2 września
- II Korpus Ramoriny zajął Terespol[7]

6–8 września
- szturm Warszawy[9][13]

17 września
- przekroczenie granicy austriackiej przez II Korpus Ramoriny[9]

27 września
- przekroczenie granicy przez korpus Samuela Różyckiego[9]

5 października
- Główne siły polskie pod dowództwem Macieja Rybińskiego przekroczyły granicę pruską[9][13]

9 października
- kapitulacja Modlina[9][13]

21 października
- kapitulacja Zamościa[9][13]